# Thanh Sơn, Nghi Sơn
Thanh Sơn là một xã thuộc thị xã Nghi Sơn, tỉnh Thanh Hóa, Việt Nam.

## Địa lý
Xã Thanh Sơn nằm ở phía bắc thị xã Nghi Sơn, có vị trí địa lý:
- Phía đông giáp phường Hải Ninh
- Phía tây giáp huyện Nông Cống và xã Anh Sơn
- Phía nam giáp xã Ngọc Lĩnh
- Phía bắc giáp xã Thanh Thủy.

Xã Thanh Sơn có diện tích 9,41 km², dân số năm 1999 là 7.391 người, mật độ dân số đạt 785 người/km². Dân số năm 2024 là 9.086 người.

## Lịch sử
Trước đây, Thanh Sơn là một xã thuộc huyện Tĩnh Gia.
Ngày 22 tháng 4 năm 2020, Ủy ban Thường vụ Quốc hội ban hành Nghị quyết số 933/NQ-UBTVQH14 thành lập thị xã Nghi Sơn trên cơ sở toàn bộ diện tích và dân số của huyện Tĩnh Gia. Xã Thanh Sơn thuộc thị xã Nghi Sơn như hiện nay.
Từ xa xưa trên địa bàn xã này có tuyến kênh Nhà Lê nối từ kinh đô Hoa Lư đến Đèo Ngang đi qua, là tuyến đường thủy đầu tiên trong lịch sử Việt Nam và được coi là tuyến đường Hồ Chí Minh trên sông vì những đóng góp cho các cuộc chiến tranh của người Việt (hiện là một đoạn của sông Thị Long theo tên gọi địa phương).